# خوجوف
خوجوف [ˈxɔʐuf]  ((بالألمانية: Königshütte)‏ [ˈkøːnɪçsˌhʏtə]) مدينة تقع في منطقة سيليزيا جنوب بولندا بالقرب من مدينة كاتوفيتسه. يبلغ عدد سكان المدينة 113,162 نسمة حسب إحصاء سنة 2009 بينما تبلغ مساحتها 33,24 كيلومتر مربع.

## توأمة
لخوجوف اتفاقيات توأمة مع كل من:
- إزرلون
- تيرمولي

## أعلام
- ليونارد بايونتك
- هانا شيجولا
- فرانز واكسمان
- كورت ألدر
- ويلهلم شنايدر
- إيوالد سيبولا
- أنطوني بيتشسناك
- والتر بروم
- جيرارد وودارز